# Rueda portante

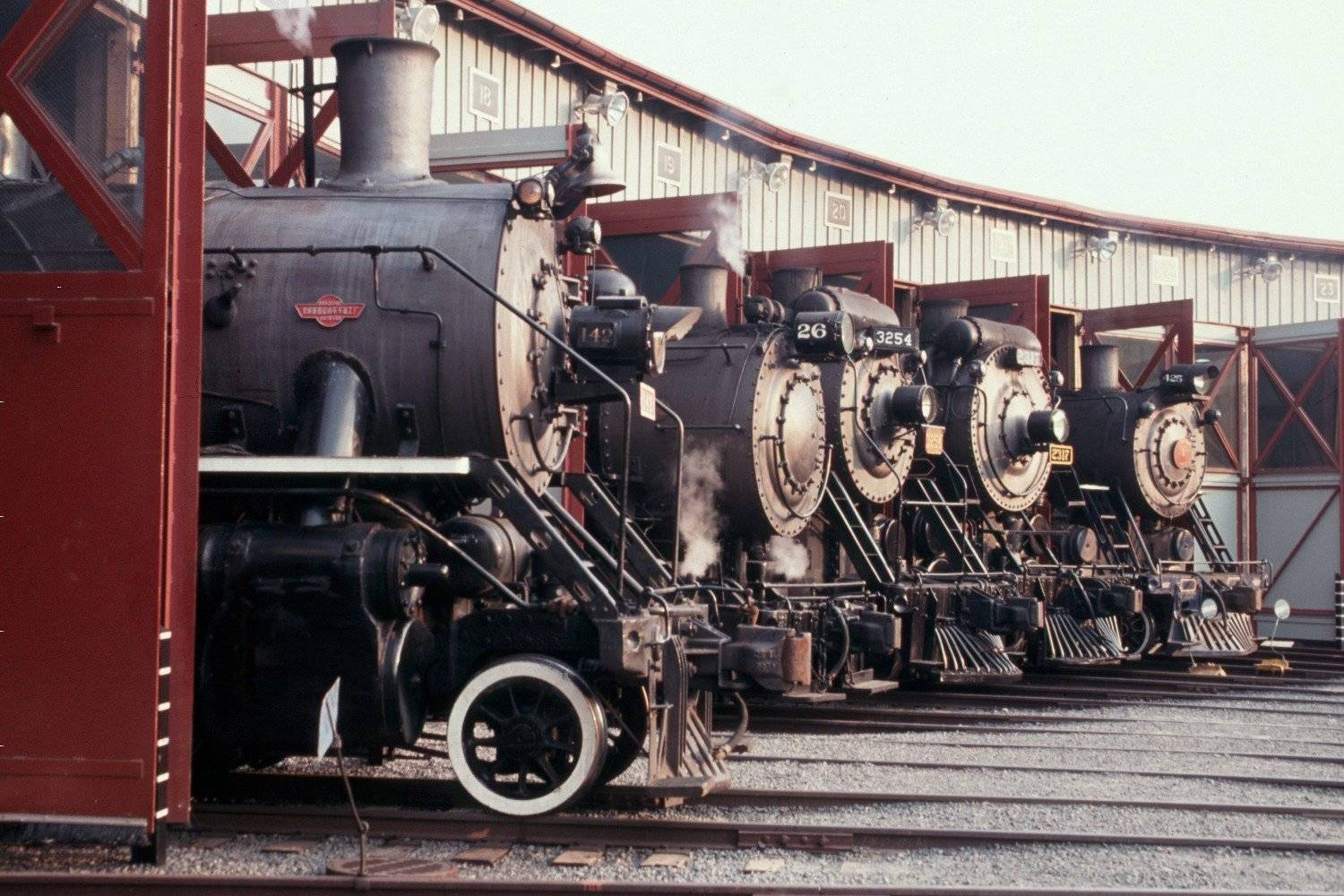
Rueda portante delantera (en primer término) de una locomotora norteamericana

En una locomotora de vapor, se denomina rueda portante a aquella que está desprovista de tracción, es decir, está desacoplada y puede funcionar libremente, a diferencia de una rueda motriz (directamente impulsada por un cilindro del motor o a través de una biela de acoplamiento). También se describe como una rueda portadora o de rodadura, y su eje puede llamarse eje portador. En función de su posición respecto a la locomotora, puede ser una rueda delantera o una rueda trasera. 

## Distribución del peso
En particular, en referencia a las máquinas de vapor, las ruedas portantes tienen el propósito de permitir ajustar la distribución del peso total de la máquina. Por ejemplo, incluir ruedas delanteras en una locomotora, permitía adelantar la caldera con respecto a las ruedas motrices, cuyo peso contrarresta el brazo de palanca impuesto por la barra de tiro y la carga de los vagones/coches remolcados con respecto al punto de apoyo de la rueda motriz más retrasada. De manera similar, las ruedas delanteras permiten desplazar hacia atrás la última rueda motriz y su correspondiente punto de apoyo. Este cambio puede mejorar drásticamente las velocidades de trabajo de los motores y su capacidad de tracción. 